# Dimineața morților (film din 1978)
„Atunci când n-o să mai fie loc în iad, morții vor umbla printre vii.”
Dimineața morților (titlu original în engleză: Dawn of the Dead, cunoscut pe plan internațional și ca Zombi) este un film de groază din 1978 scris și regizat de George A. Romero Este considerat unul dintre cele mai remarcabile filme cu și despre zombie.

## Povestea
În urma unei epidemii mondiale care transformă toți oamenii în zombi, doi membri ai unei echipe SWAT, un reporter și cu prietena lui se izolează într-un magazin sperând la supraviețuire.Acest film este interzis sub 18 ani

## Distribuție
- David Emge - Stephen Andrews
- Ken Foree - Peter Washington
- Scott Reiniger - Roger DiMarco
- Gaylen Ross - Francine Parker
- David Crawford - Dr. Foster
- David Early - Mr. Berman
- Richard France - Scientist
- Howard Smith - TV Commentator
- Daniel Dietrich - Givens
- Fred Baker - Commander
- Jim Baffico - Wooley
- Rod Stoufer - Young Officer on Roof
- Jese del Gre - Old Priest
- Joe Pilato - Head Officer at Police Dock
- Tom Savini - Blades
- Taso Stavrakis - Sledge
- George Heake - Biker with Long Hair

## Refacere
Zack Snyder a realizat un remake omonim în 2004.

## Primire
Filmul a fost clasificat pe locul 39 în topul 100 Scariest Movie Moments realizat de Bravo.